# Casper Vogell
Casper Vogell (někdy též Caspar Vogel; narozen kolem roku 1600 v Erfurtu nebo jeho okolí, zemřel roku 1663) byl významný architekt z Durynska (nyní jedna ze spolkových zemí Německa). Mezi jeho nejznámější díla patří barokní zámek Friedenstein ve městě Gotha v Durynsku a zámek Skokloster ve Švédsku. V počátcích své kariéry pracoval také na rozšíření opevnění města Erfurt, později na pevnosti Wachsenburg, ve městě Oldisleben a na splavnění řek Unstrut, Weser a Werra.

## Život a dílo
O životě a vzdělání Caspera Vogella (známého také pod jménem Caspar Vogel), není mnoho známo. Spolehlivě nevíme ani přesné datum a místo jeho narození a úmrtí. Jako místo narození se často uvádí město Erfurt (hlavní a největší město Durynska), ale mohla to být také vesnice Nägelstedt v Durynsku, neboť jsou zde doloženy rodinné vazby.
Od roku 1625 byl ve službách města Erfurtu, kam ho povolal švédský král Gustav II. Adolf a sasko-výmarský vévoda Vilém IV. (Vilém Sasko-Výmarský) k rozšíření opevnění. Ve službách Švédů v Erfurtu zůstal až do jejich odchodu z durynské metropole v roce 1650. Od poloviny 30. let 16. století byl kromě práce v Erfurtu také ve službách vévody Arnošta I. Sasko-Gothajského (Arnošt I. Zbožný, Ernst I. von Sachsen-Gotha), jehož jménem se od roku 1643 podílel spolu s dalším německým architektem Andreasem Rudolphem (Andreasem Rudolfem) na plánování a výstavbě zámku Friedenstein.
Pokud je nám dnes známo, Casper Vogell sám navrhl provedení této největší německé barokní zámecké stavby za třicetileté války. Z pověření vévody z Gothy pracoval Vogell také na pevnosti Wachsenburg (německy Veste Wachsenburg), ve městě Oldisleben a rovněž na splavnění řek Unstrut, Weser (Vezera) a Werra.
Od druhé poloviny 40. let 16. století se zintenzivnily kontakty se švédským šlechtice, generálem a politikem Carlem Gustavem Wrangelem, pro kterého Vogell následně prováděl různé stavební práce ve městě Bremervörde a na zámku Wrangelsburg nedaleko hanzovního města Greifswald. Je považován za hlavního architekta a stavitele Wrangelova sídelního zámku Skokloster ve Švédsku. Vogell zemřel před 12. prosincem 1663, pravděpodobně na pracovní cestě na jednu ze staveb, na které dohlížel. V církevní matrice jedné z farností města Erfurt je u dodatečně pořízeného zápisu chybně uveden 9. listopad 1664.

### Zámek Friedenstein (Durynsko)
Zámek Friedenstein (německy Schloss Friedenstein ) ve městě Gotha v Durynsku je jedna z prvních a největších barokních staveb. Friedenstein sloužil jako hlavní sídlo vévodů Sasko-Gothajských a později jako jedno ze sídel vévodů Sasko-Kobursko-Gothajských, úzce spjatých s britskou královskou rodinou díky sňatku královny Viktorie a prince Alberta. Poslední dva vládnoucí vévodové byli oba princové Spojeného království.
V palácovém komplexu se dnes nachází několik muzeí (zámecké muzeum, přírodovědecké muzeum a historické muzeum města Gotha). Pozoruhodný je také tím, že se zde nachází divadlo Ekhof-Theater (původně dvorní divadlo pro vévodu). Divadlo vzniklo až po smrti Caspera Vogella, je to jedno z nejstarších fungujících divadel v Německu, které je stále vybaveno původním barokním zařízením pro změnu kulis.

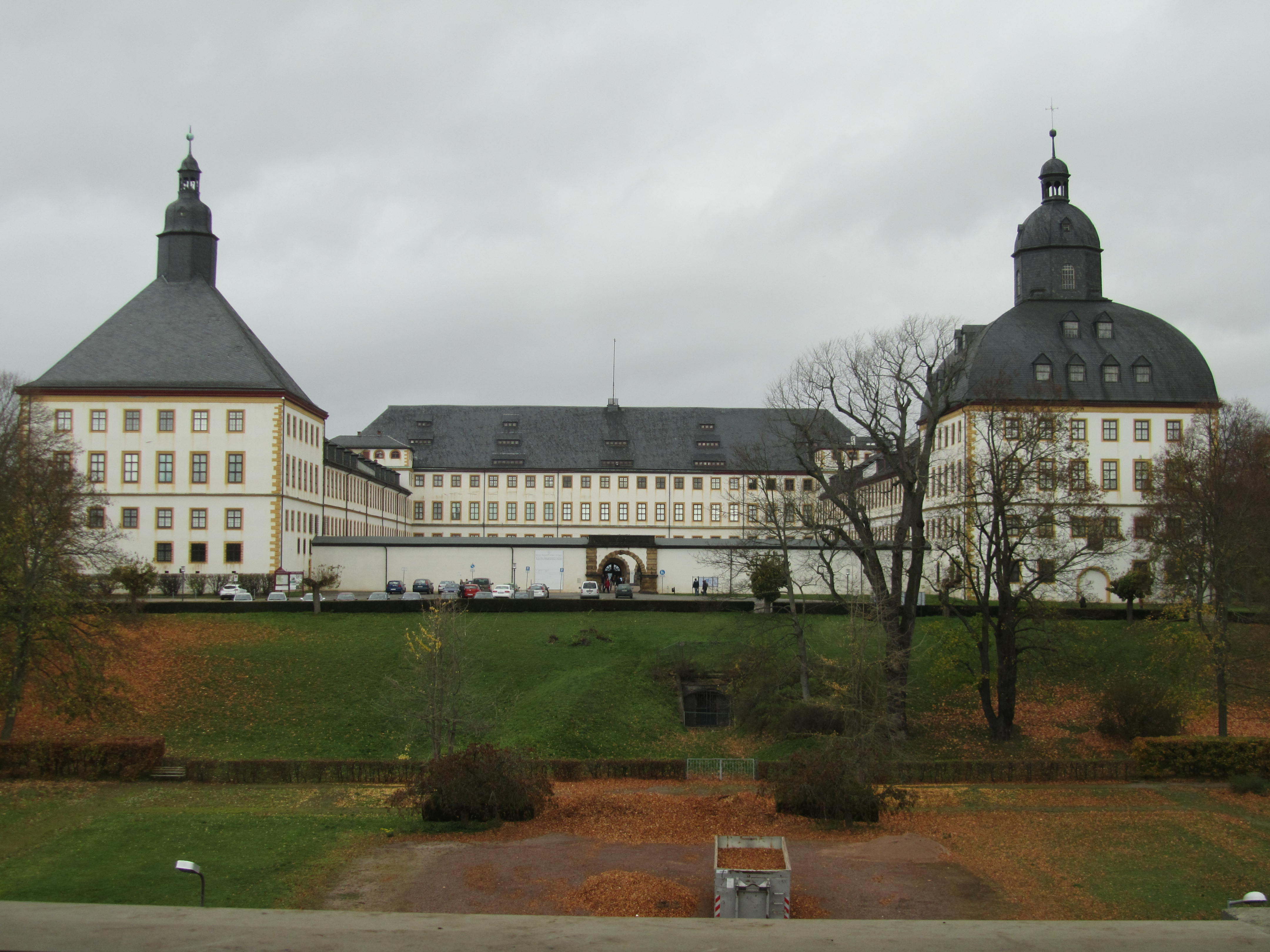
Zámek Friedenstein ve městě Gotha, pohled od jihu
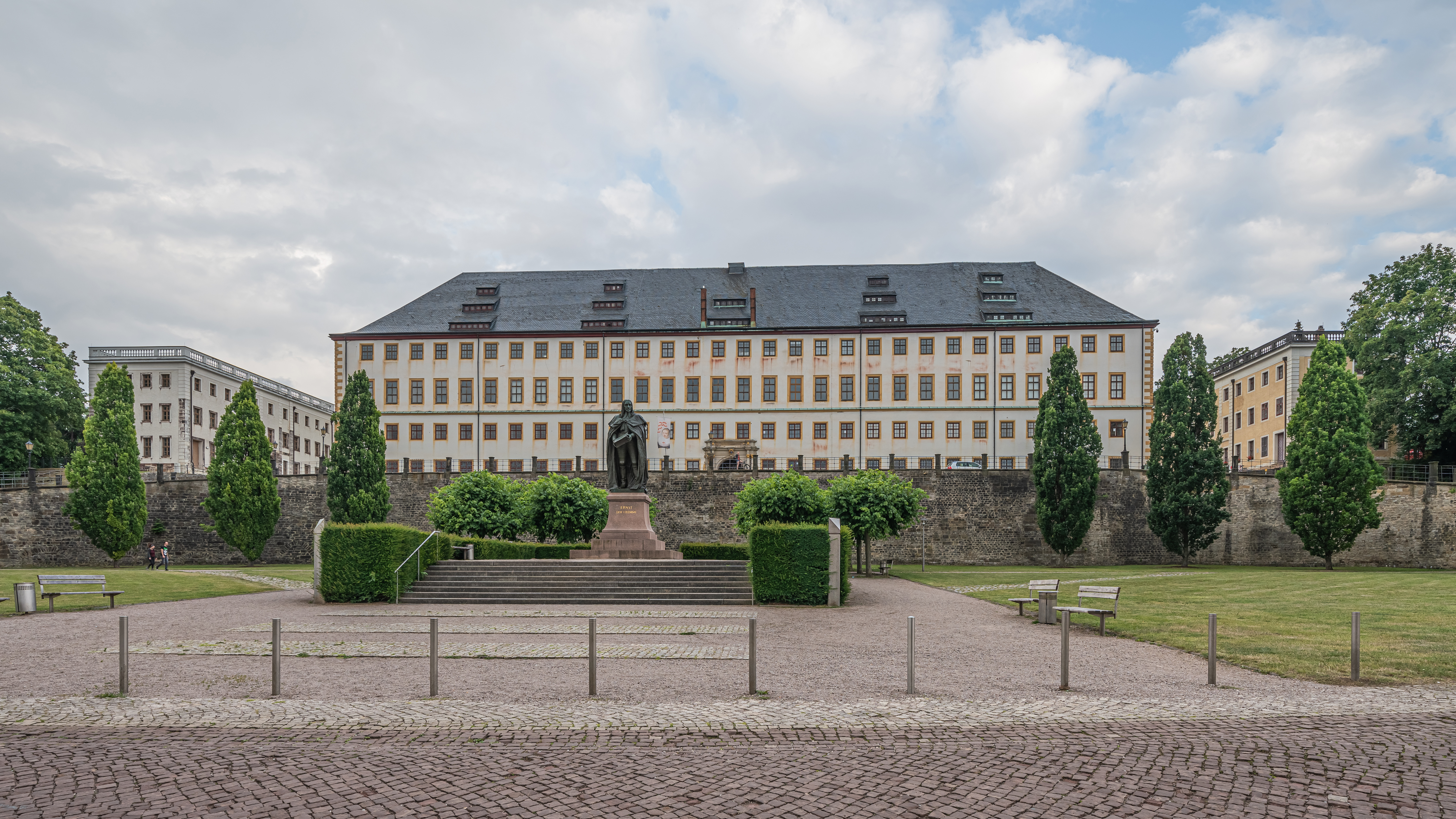
Hlavní křídlo zámku od severu
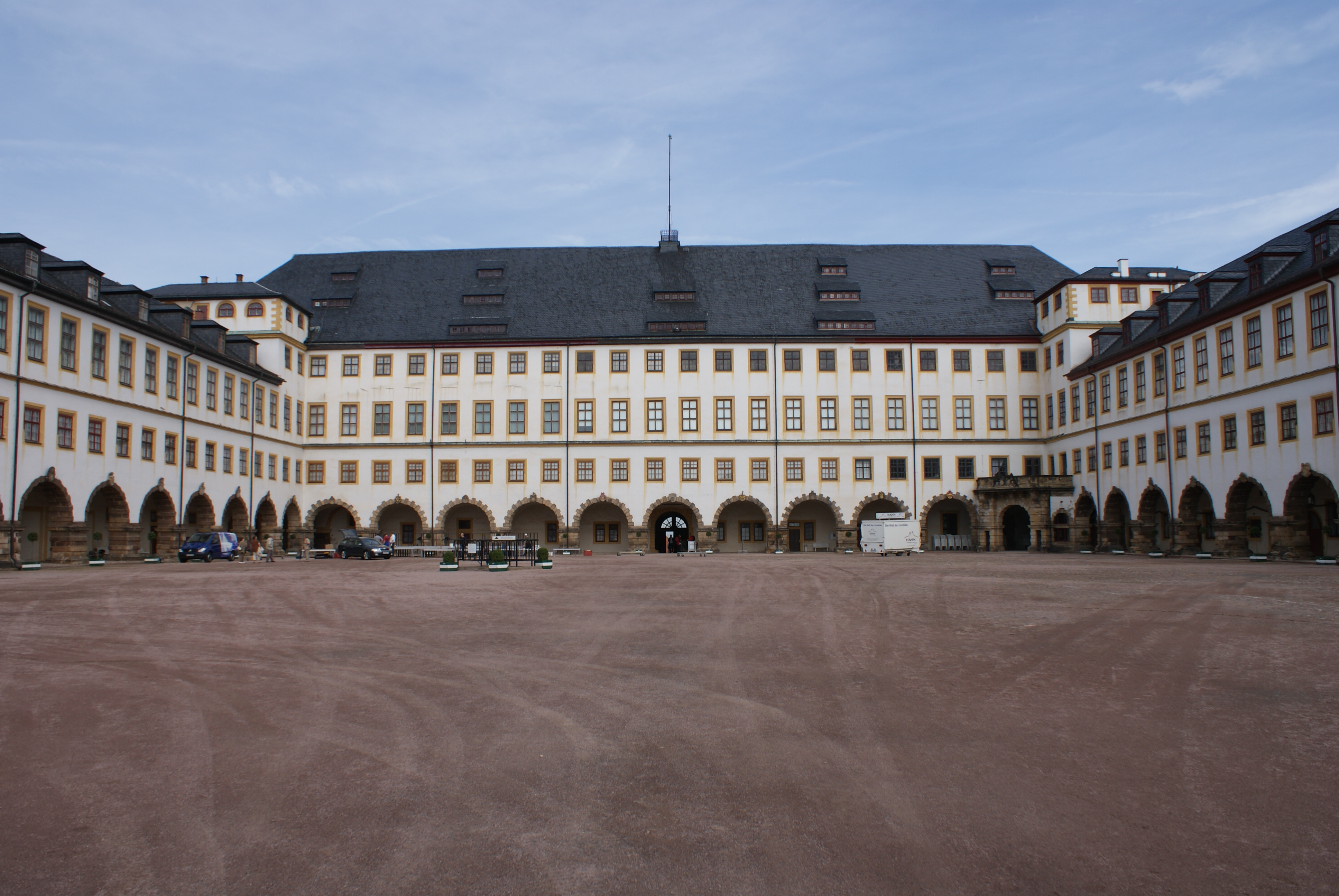
Pohled z nádvoří na severní křídlo
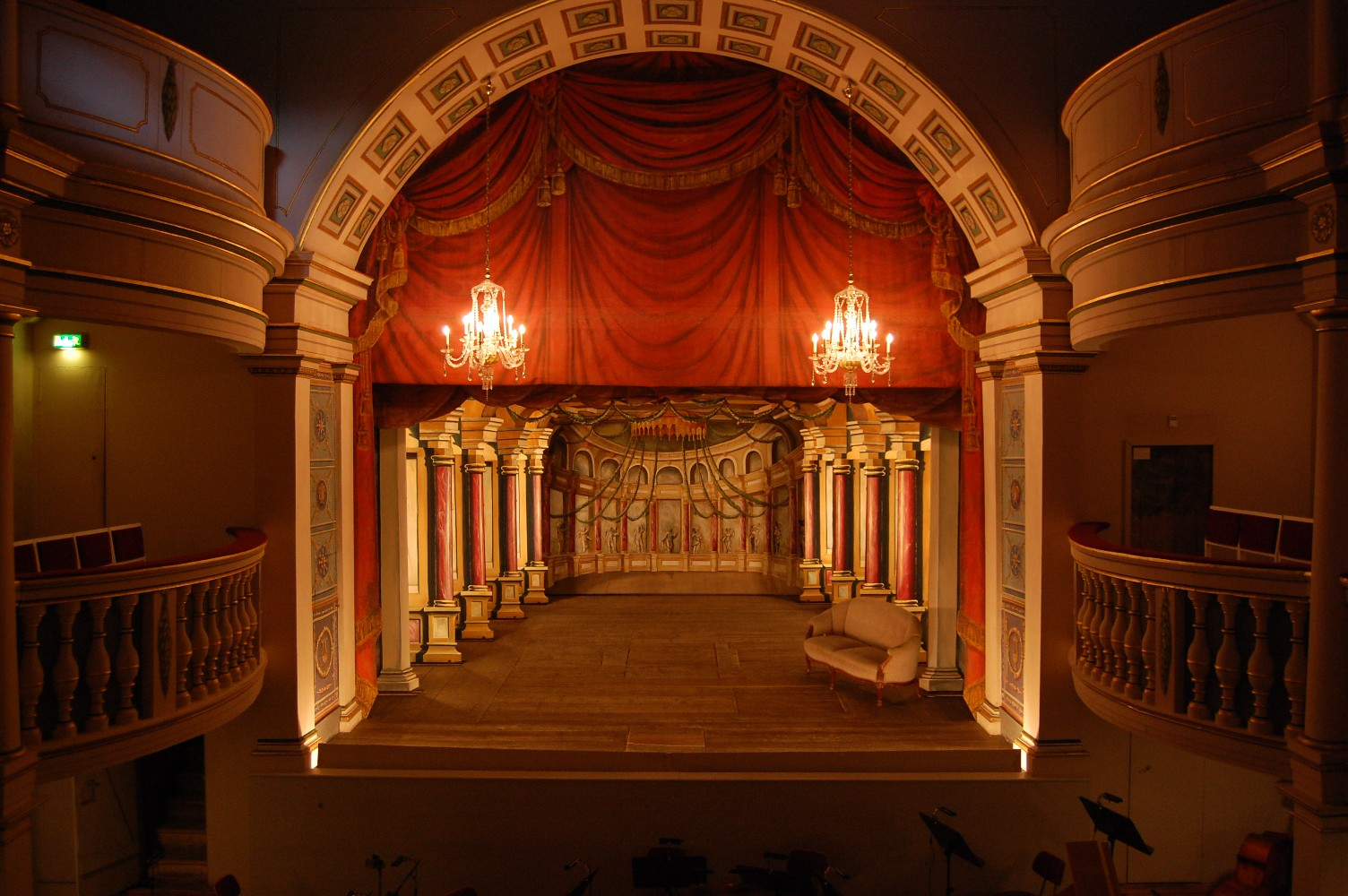
Divadlo Ekhof-Theater

### Zámek Skokloster (Švédsko)
Zámek Skokloster byl postaven v barokním slohu v letech 1654 až 1676 bohatým švédským šlechticem, vojenským velitelem a politikem, hrabětem Carlem Gustavem Wrangelem na poloostrově jezera Mälaren mezi městy Stockholm a Uppsala. Architektonické řešení zámku navrhl právě Casper Vogell a byl také hlavním stavitelem. Po jeho úmrtí v roce 1663 ve stavbě pokračovali švédský architekt francouzského původu Jean de la Vallée a švédský architekt Nicodemus Tessin starší. Je pravděpodobné, že inspirací pro architektonické řešení byl zámek Ujazdów (polsky Zamek Ujazdowski) ve Varšavě.
Hrad je památkou na švédské „Období velké moci“ (švédsky Stormaktstiden), tedy období 17. století, kdy se Švédsko stalo jednou z hlavních evropských mocností. Wrangelova smrt v roce 1676 způsobila, že veškeré stavební a umělecké práce byly přerušeny ze dne na den a již nebyly obnoveny. Na druhou stranu, zámek Skokloster je díky tomu jediným objektem v Evropě s kompletně dochovaným autentickým staveništěm ze 17. století. Vedle samotného „Nedokončeného sálu“ se zde nachází řada dalších předmětů ze stejného období, několik stovek nástrojů a asi desítka knih o stavitelství. Opuštěné staveniště je tak jedinečným dokladem renesančního stavitelství a pramenem pro výzkumy, jak takové práce v druhé polovině 17. století probíhaly.
V 70. letech 20. století se stal státním muzeem a jsou v něm vystaveny sbírky obrazů, nábytku, textilií, nádobí, knih a zbraní, celkem na 20 000 položek. Na zámku se nachází také část pražských sbírek císaře Rudolfa II. (včetně proslulého alegorického portrétu Rudolfa II. od malíře Giuseppe Arcimbolda), kterých se na konci třicetileté války zmocnilo švédské vojsko. Pro tyto bohaté sbírky a svou architekturu je Skokloster považován za jeden z nejvýznamnějších barokních zámků a muzeí na světě.

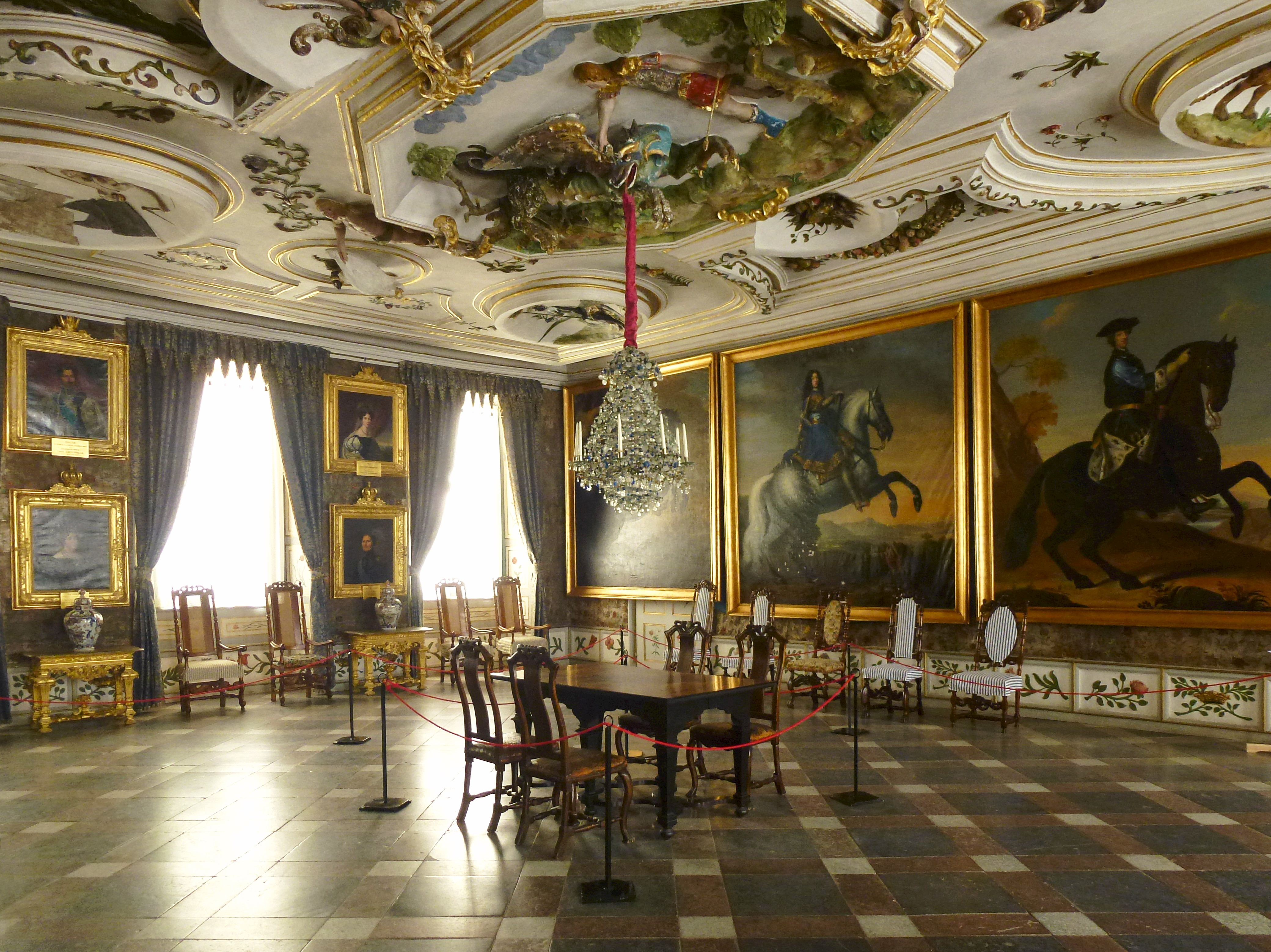
Královský sál (Kungssalen)
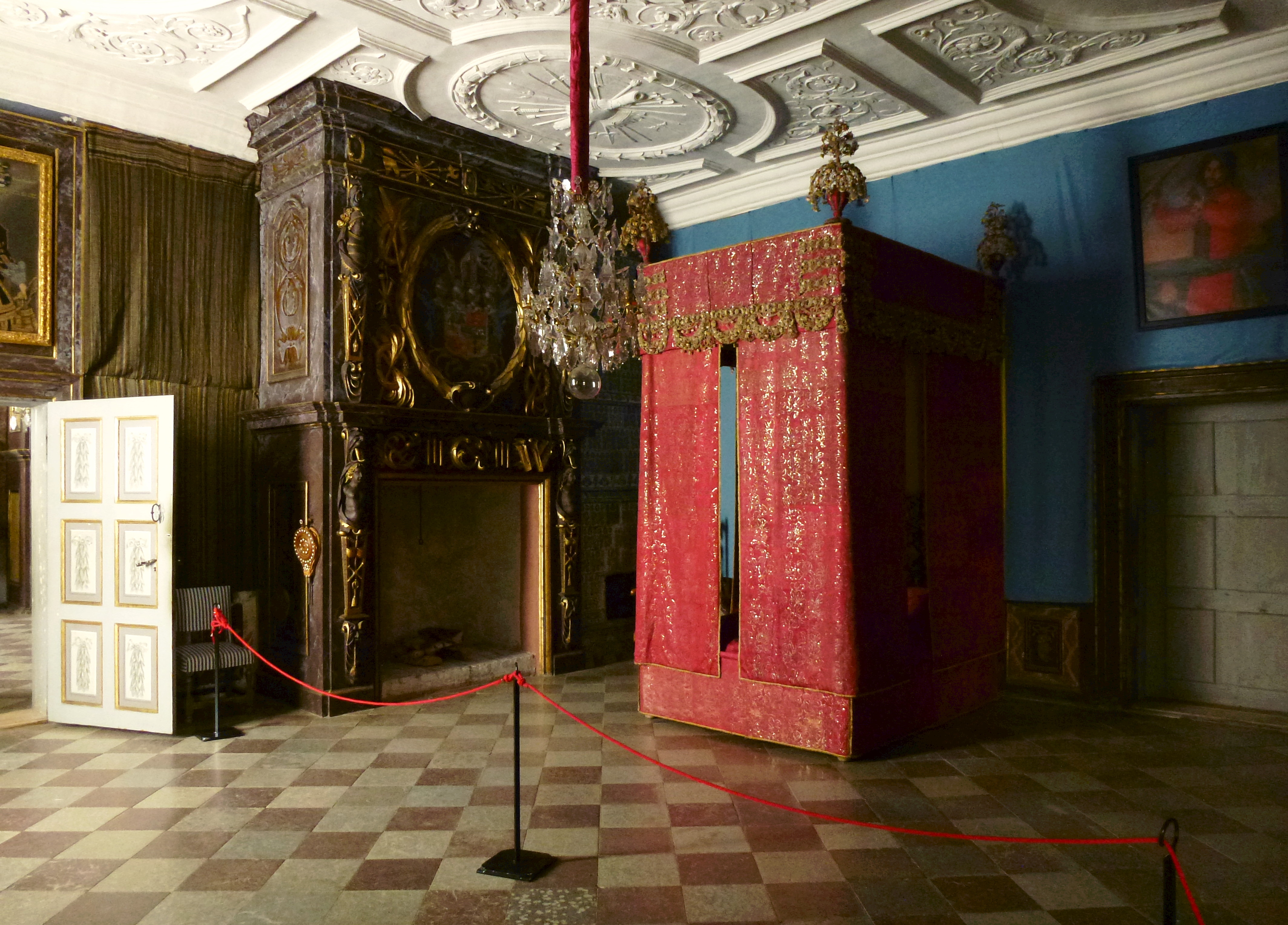
Wrangelova ložnice
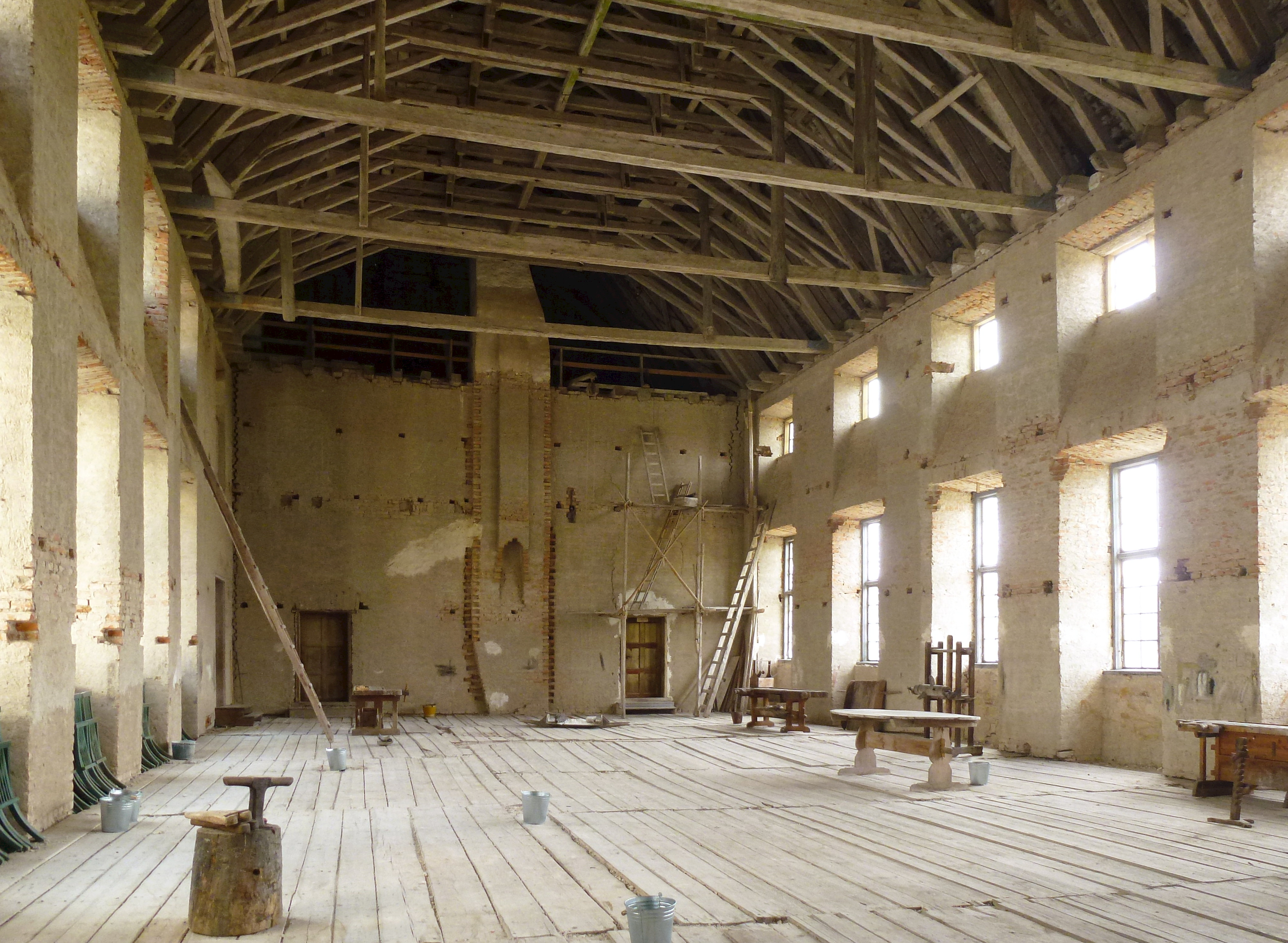
Nedokončený sál je učebnicí historie stavebnictví
Alegorický portrét císaře Rudolfa II.